# Amphimas
- Commons
- Wikispecies

Amphimas Pierre ex Harms é um género botânico pertencente à família Fabaceae.

## Espécies
Apresenta quatro espécies:
- Amphimas ferrugineus
- Amphimas klaineanus
- Amphimas pterocarpoides
- Amphimas tessmannii